# Антикітерський ефеб

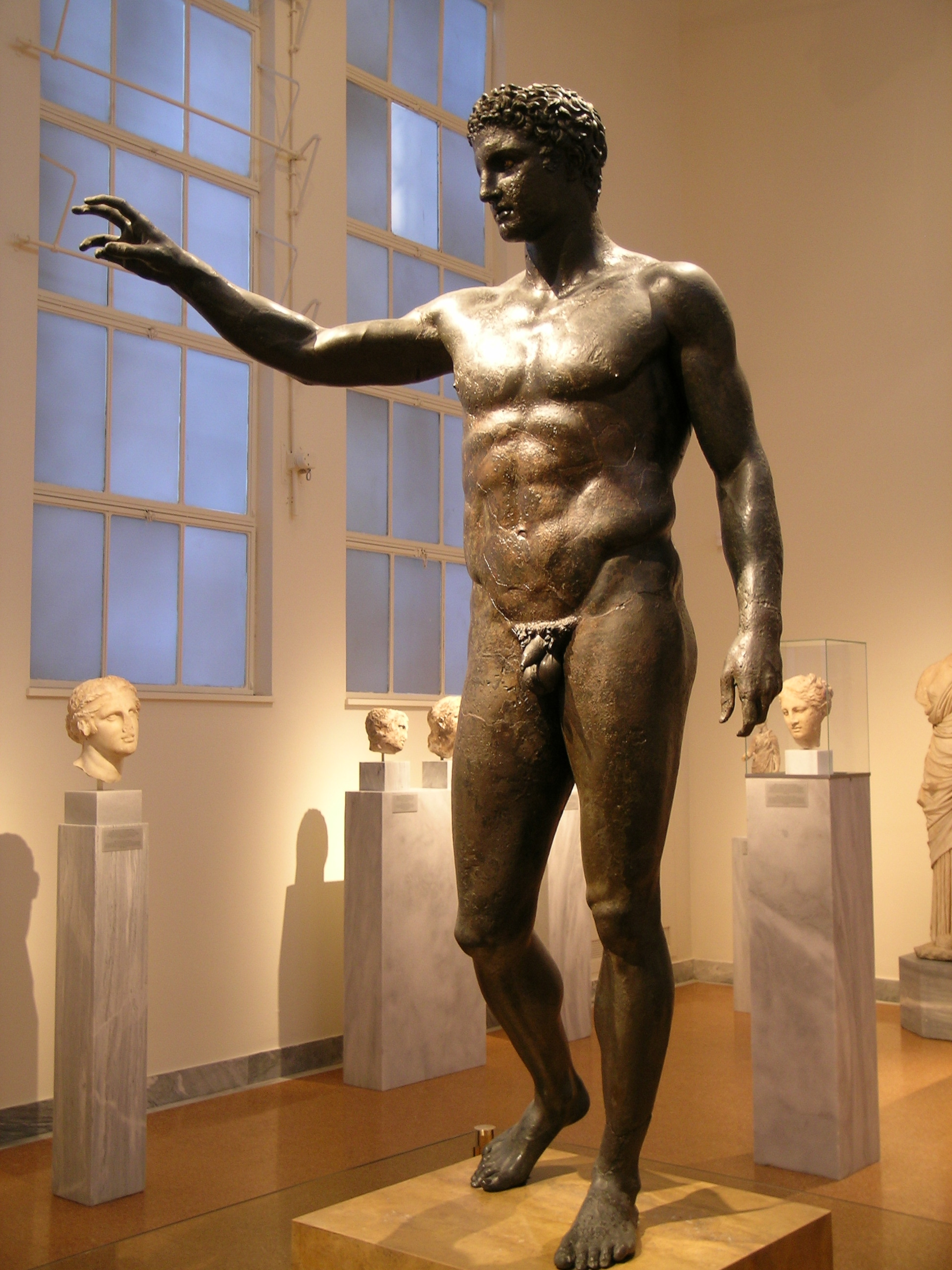

Антикітерський ефеб (грец. Έφηβος των Αντικυθήρων) — давньогрецька бронзова статуя класичного періоду, заввишки 194 см, знайдена ловцями губок в 1900 біля берегів острова Антикітера на відомому Антикітерському кораблі.
Виловлені з моря фрагменти надійшли в Національний археологічний музей Афін, де з них була складена цілісна статуя.
У 1950-і реставрація проводилася повторно. У простягнутій правій руці ефеб спершу тримав сферичний предмет. На цій підставі висловлюються припущення, що скульптура зображувала Персея з головою Горгони (або Андромеди) або Паріса з яблуком розбрату. В останньому випадку автором скульптури, що датується приблизно 340 роками до н. е., міг бути відомий за писемними свідченнями послідовник Поліклета з Аргоса на ім'я Ефранор.